# Macfadyena uncata
Macfadyena uncata är en katalpaväxtart som först beskrevs av Henry Charles Andrews, och fick sitt nu gällande namn av Thomas Archibald Sprague och Noel Yvri Sandwith. Macfadyena uncata ingår i släktet Macfadyena och familjen katalpaväxter. Inga underarter finns listade i Catalogue of Life.